# Таржеполь
Та́ржеполь (карел. Taržal) — старинное село в Прионежском районе Республики Карелия, административно входит в состав Ладва-Веткинского сельского поселения.

## Общие сведения
Село основано в XVI веке.
В селе находится памятник истории — воинское захоронение из 5 могил неизвестных советских солдат, погибших в годы Советско-финской войны (1941—1944).

## Население
| 2002 | 2009 | 2010 | 2013 |
| ---- | ---- | ---- | ---- |
| 79   | ↘75  | ↘53  | ↘51  |

## Улицы
- Верхняя
- Нижняя
- Средняя